# 高師原

愛知県地形図

高師原（たかしばら・たかしはら）は、愛知県豊橋市南部にある洪積台地。北は柳生川、南は梅田川に囲まれた地域である。高師山の名で歌枕としても知られる。また、別名として高師原台地・高師原面とも称する。
座標: 北緯34度43分36.7秒 東経137度23分36.1秒 / 北緯34.726861度 東経137.393361度

## 地名の由来
『和名類聚抄』においてその地名が見られる渥美郡高蘆（たかし）郷に由来するとされる。

## 地質
高師原から芦原町にかけて、豊川水系および秩父中生層に由来する礫を含有する高師原礫層が横たわっている。また、台地東部は旧期の堆積物、台地西部は新期の堆積物により構成されているとみられ、台地東部を南大清水層、台地西部を福江層と命名する説もある。
礫層に含有される荒削りの亜角礫は古豊川により運ばれたものである。古豊川はのちに流路を変更し、多くの湿地を残した。そこに繁殖した鉄バクテリアにより、天然記念物にも指定される高師小僧を生成することとなった。

## 歴史

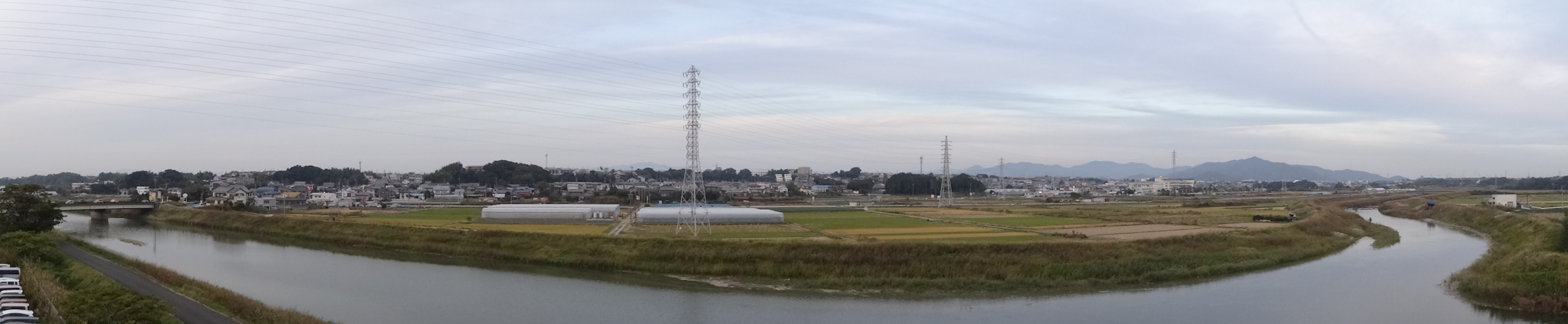
南側から見た高師台。梅田川から少し距離を離して台地状に土地が盛り上がっていることが確認できる。

当地は、やせた酸性土壌を中心としており土質が悪く、水利施設も設けられなかったことから農業利用に適さず、村落周辺の小規模な耕地を除けば長く原野のままになっていた。江戸時代には高師原は三河吉田藩に属しており、同藩は耕地の開発を積極的に行ったものの、高師原周辺ではその南側に広がる梅田川沿いの低地帯がその主たる地域だった。
一方、明治維新以降、高師原の土地が比較的平坦であることから軍事訓練施設として見込まれ、1885年（明治18年）、陸軍の演習地して一部が買収された。さらに日露戦争後の1908年（明治41年）、高師原の北西端の高師村北部（現在の豊橋市町畑町など）に陸軍第15師団が設置された。これにより陸軍第15師団本部と豊橋市街地を結ぶ田原街道（現国道259号）沿いの現豊橋市小池町一帯には商店街が形成され、さらに西側の現有楽町には遊郭など歓楽街となった。また、師団東側の高師原一帯と高師原から梅田川を挟んで東側に広がる天伯原はともに演習地として買収された。
その後、陸軍第15師団は1925年（大正14年）には解散するものの、敷地は陸軍教導学校・兵器廠などとして利用され、演習地も維持された。この前年には渥美電鉄線（現在の豊橋鉄道渥美線）が開通し、軍敷地のすぐ西側を通過するようになった。
1945年（昭和20年）に第二次世界大戦が終結すると、陸軍は解体され軍施設の跡地は民間に払い下げられた。跡地は、愛知大学を筆頭に、さまざまな公的施設の敷地として利用されることとなった。
また、広大な原野のまま残されていた演習地一帯の4825ヘクタールについては
皇室財産であったが、同年11月5日には農耕地として政府に下賜されたことを契機に開拓事業が行われた。地域は大きく高師地区および岩西地区に分けられ、開発されることとなった。この開拓事業は、復員軍人および罹災者・引き揚げ者、北設楽郡豊根村をはじめとした入植者の手により進められた。高師地区には177戸が、岩西地区には224戸が入植し、高師は92戸、岩西は165戸が定着するに至った。もともと土質、水利ともに恵まれない地域であったことから、開拓には多くの困難が伴ったものの、当初はサツマイモなどを生産し、多くは近隣の工場でデンプンを取り出して出荷した。
1953年（昭和28年）には曙町、1957年（昭和32年）には弥生町・西幸町・東幸町の町名が設定された。
また、曙町の開拓地の一部については、豊橋市が大日本紡績（現在のユニチカ）の工場誘致用地とすることとした。1951年（昭和26年）12月、豊橋工場として完成した。
また、第15師団跡地のうち、南側は豊橋市により高師緑地として整備されることとなり、1967年（昭和42年）に開園している。
一方、苦しい状況にあった高師原の農業は、1968年に通水した豊川用水と前後して行われた土地改良事業により一変し、ハクサイ・スイカ等を主な出荷物とする優れた農業地域となった。ただし、1960年代以降、マイカーの普及などとともに高師原一帯は豊橋市街地へのベッドタウン的役割を求められるようになり、急速に宅地化が進んだ。2016年現在、高師原一帯の多くは住宅地となっている。